# Marco Giunio Silano (console 54)
Marco Giunio Silano (in latino: Marcus Iunius Silanus; 20 circa – dopo il 54) è stato un magistrato e senatore romano, console dell'Impero romano.

## Biografia
Appartenente all'illustre e patrizia gens Iunia, e in particolare all'importante ramo dei Iunii Silani, Silano è un personaggio non molto noto, a partire dalla sua parentela con gli altri membri della gens: è stato ipotizzato che egli, nato attorno al 20, potesse essere un figlio di Gaio Appio Giunio Silano, console ordinario del 28, e quindi nipote del console ordinario del 10, Gaio Giunio Silano, e probabilmente cugino di terzo grado degli altri Iunii Silani consoli sotto Claudio, ossia Marco Giunio Silano, console ordinario del 46, e Decimo Giunio Silano Torquato, console ordinario del 53.
L'unico incarico politico noto di Silano lo vede al vertice dello stato romano: egli fu infatti sicuramente console suffetto - un abbassamento di status rispetto ai cugini ordinari, in linea però con il declino politico della famiglia in epoca neroniana - al fianco di Aulo Pompeo Paolino (e non di Aulo Ducenio Gemino, come ritenuto in precedenza) e assai probabilmente anche di Velleo Tutore, con il quale promosse il senatus consultum Vellaeanum (in realtà senatus consultum de obligationibus feminarum), che innovava profondamente il diritto privato vietando alle donne di prestare garanzie a vantaggio di terzi, proteggendole così dai rischi derivanti dallo svolgimento di attività negoziali. La data del consolato è più incerta: l'epigrafe che testimonia la carica va datata a prima del 56, mentre i fasti consolari degli anni di Claudio lasciano aperte le possibilità del 49, del 50 oppure, con probabilità leggermente superiore sulla base dell'analisi contenutistica dell'epigrafe, del secondo semestre del 54; se però un'altra epigrafe, relativa al governatorato di Germania inferiore degli anni 52-54, dovesse effettivamente riferirsi al collega di Silano, Aulo Pompeo Paolino, ciò farebbe slittare necessariamente il consolato tra 49 e 50.
Nel caso in cui egli fosse console nel secondo semestre del 54, Silano dovette assistere alla morte di Claudio il 13 ottobre e presiedere al passaggio del potere a Nerone, così come alla concessione di immensi onori al defunto princeps e all'inumazione delle ceneri di Claudio nel Mausoleo di Augusto. Tuttavia, è anche possibile che sia stato Silano il console suffetto morto poco prima di Claudio, evento a posteriori interpretato come presagio del decesso del princeps; l'alternativa, ritenuta dagli studiosi leggermente più probabile, è che a morire sia stato Velleo Tutore, motivo per cui sarebbe avvenuto l'avvicendamento con Pompeo Paolino.
Infine, è incerto se a Silano debbano riferirsi un'attestazione sacerdotale: alla cerimonia dei fratres Arvales del 28 giugno 54 compare un Marco Giunio Silano, tradizionalmente identificato con il console del 46, cosa però difficile dal momento che egli in quell'anno era in Asia come proconsole, per cui è stato proposto che potesse essere il console del 54.
In ogni caso, Silano fu l'ultimo della sua grande gens ad assurgere all'onore del consolato.